# Kurt Strümpell

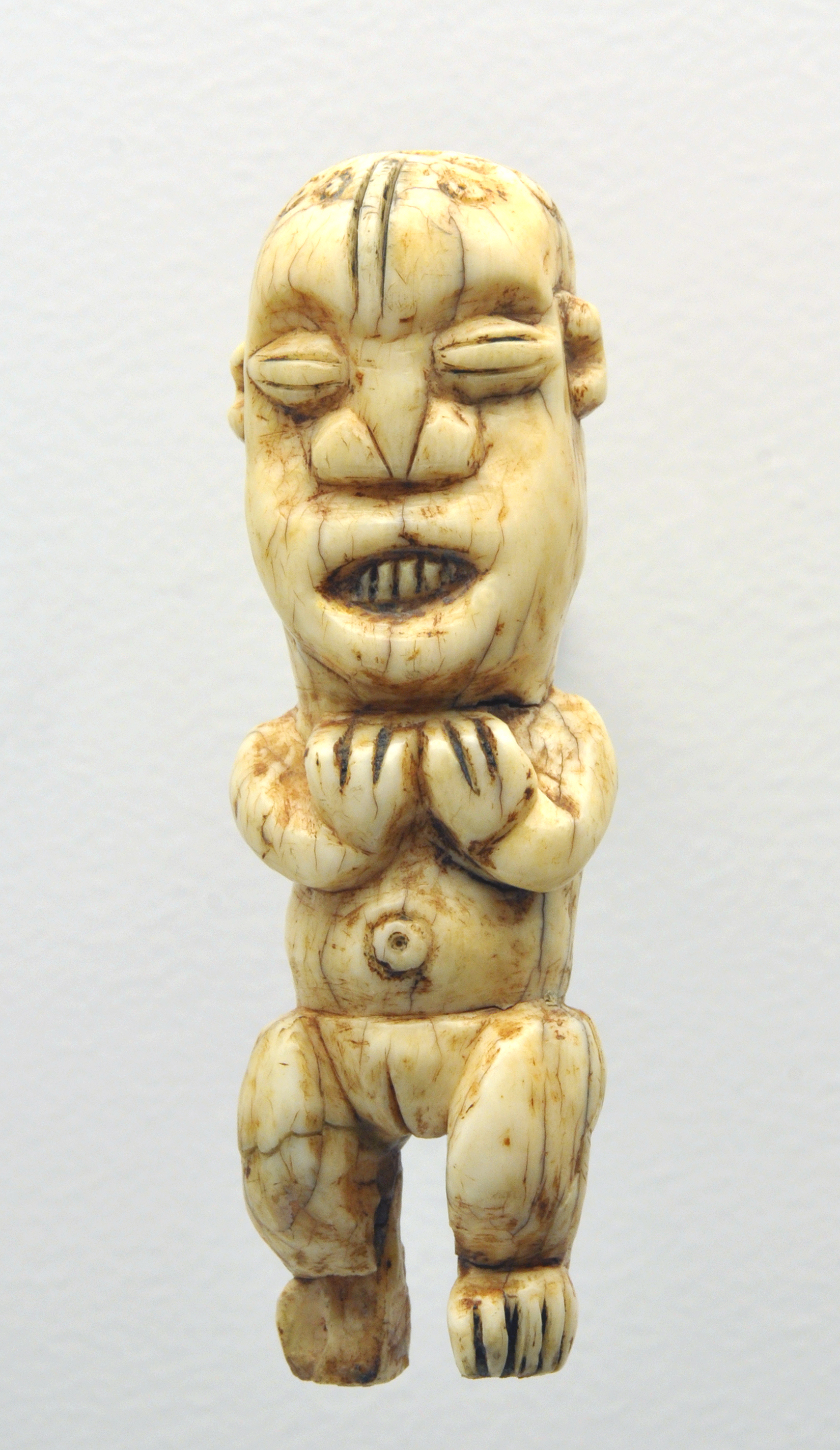
Diese Frauenfigur aus Elfenbein ist ein Amulett mu po aus dem Kameruner Grasland, Bamunkung. Das Amulett befindet sich in der Sammlung Kurt Strümpell im Städtischen Museum Braunschweig.

Kurt Strümpell (* 16. Juli 1872 in Schöningen, Herzogtum Braunschweig; † 28. Oktober 1947) war ein deutscher Kolonialoffizier, Afrika-Forscher und Sammler von Objekten aus Kamerun. Von 1917 bis 1919 war er der letzte Interims-Kommandeur der Schutztruppen im Reichskolonialamt.

## Leben
Kurt Strümpell war der Sohn eines braunschweigischen Polizeirats. Er diente ab 1892 als Leutnant im Fußartillerie-Regiment Nr. 4, 1900 in der Schutztruppe für Kamerun und war ab 1901 in Tinto bzw. Fontemdorf stationiert. Er war an verschiedenen Kämpfen im Kameruner Grasland beteiligt, von wo er zahlreiche Gegenstände nach Braunschweig brachte. Mit der deutschen Militärexpedition gelangte er in den Norden Kameruns bis an den Tschadsee. Er wurde Hauptmann im Kommando der Schutztruppe (Anm.: nicht bekannt, wann Berufung erfolgte). 
Er nahm 1901/1902 an den Kämpfen gegen die Bafut teil und war 1903–1905 an der Errichtung der deutschen Residentur Adamaua in Garua (Kamerun) und im Tschadseegebiet beteiligt. Von 1906 bis 1907 und von 1908 bis 1909 war er Resident der deutschen Residentur Adamaua in Garua und unterwarf eine Anzahl der unabhängigen Stämme von Adamaoua. Im Januar 1902 hatte Hans Dominik im Gefecht von Miskin-Maroua bereits die verbliebenen Truppen des Emirs Djubayru besiegt, womit der größte Teil von Adamawa unter deutsche Herrschaft geriet. Im Jahr 1810 war das islamische Reich Adamaua der Fulbe im heutigen Nord-Kamerun entstanden, das Modibo Adama, ein Schüler von Usman dan Fodio, begründet hatte.
In seiner Funktion als Resident reiste Kurt Strümpell viel umher, er besuchte die Höfe der örtlichen Machthaber und lernte die Sprachen und die Geschichte der Bevölkerung kennen. Er unternahm in Kamerun geographische, ethnographische und linguistische Forschungen und stellte Sammlungen zusammen. In den Jahren 1901 bis 1907 erhielt das Städtische Museum Braunschweig zahlreiche Sammlungen von ihm mit ca. 700 Objekten aus Kamerun. Diese Sammlung Kurt Strümpell enthält Objekte der Fulbe, der Haussa und der arabischen Bevölkerung um den Tschadsee und außerdem Gegenstände der vielen kleinen nichtislamischen Völker in dem Hochland von Adamaua und in dem Alantika-Gebirge. Die Archivalien, das heißt auch die Unterlagen zur Erwerbungsgeschichte von Objekten, befinden sich im Braunschweiger Schloss im Stadtarchiv Braunschweig.
Im Jahr 1904 hatte das Museum für Völkerkunde in Berlin Kurt Strümpell an die Bestimmung erinnert, nach der Reichsbeamte und Angehörige der Schutztruppen ihre ethnographischen Sammlungen zur Sichtung und Auswahl zuerst an das Museum in der Reichshauptstadt Berlin senden sollten. Seitdem wurden die Neuzugänge für das Städtische Museum Braunschweig seltener; sie hörten nach 1907 ganz auf.
Heute befinden sich ungefähr 950 Objekte der Sammlungen von Kurt Strümpell mit seinem Nachlass in dem Ethnologischen Museum Berlin: Manuskript-Kisten 1–28 (insg. 1326 Blatt). 677 Fotos (im Karton, nicht bearbeitet) sowie Landkarten, Korrespondenz betr. Kolonialverwaltung. Erworbene Objekt-Sammlungen aus Kamerun, Adamaua 1907/1909 und 1960.
Kurt Strümpell leitete das Oberkommando der Kaiserlichen Schutztruppen im Reichskolonialamt vom 23. August 1917 bis zum 10. Oktober 1919 als Major (m.d.W.d.G.b.). Strümpell wohnte in Berlin-Friedenau und schied als Oberstleutnant aus dem Dienst.
Aufgrund seiner Beteiligung an militärischen Expeditionen gegen die lokale Bevölkerung, zählt er zu den bis heute in Kamerun bekannten Kolonialakteuren.

## Schriften
- Bericht über eine Bereisung des Ostgrenzgebietes der Residentur Adamaua im Jahre 1909. In: Mitt. a. d. d. Schutzgeb. Band XXIV 1911.
- Forschungen am Nordrande des Kamerunplateaus. In: Mitt. a. d. d. Schutzgeb. Band XXV 1912.
- Die Geschichte Adamauas nach mündlichen Überlieferungen. In: Sonderdruck aus Mitteilungen der Geographischen Gesellschaft in Hamburg. Band 26, Hamburg 1912.